# Валепјетра
Валепјетра (итал. Vallepietra) је насеље у Италији у округу Рим, региону Лацио.
Према процени из 2011. у насељу је живело 306 становника. Насеље се налази на надморској висини од 836 м.

## Становништво
| 1931. | 1936. | 1951. | 1961. | 1971. | 1981. | 1991. | 2001. | 2011. |
| ----- | ----- | ----- | ----- | ----- | ----- | ----- | ----- | ----- |
| 1.236 | 1.114 | 1.122 | 916   | 657   | 488   | 398   | 376   | 306   |